# 가나적갈색코쥐
가나적갈색코쥐(Oenomys ornatus)는 쥐과에 속하는 설치류의 일종이다. 코트디부아르와 가나, 기니, 라이베리아, 시에라리온에서 발견된다. 자연 서식지는 아열대 또는 열대 기후 지역의 계절성 습윤 또는 홍수림 저지대 초원과 계절성 홍수림 농경지이다.